# 从维熙
从维熙（1933年—2019年10月29日），笔名碧征、从缨，男，河北玉田人，中国作家。

## 生平
1950年开始发表散文、诗歌和小说。1953年毕业于通县师范学校后任小学教员。1954年任《北京日报》文艺编辑、记者。1957年被错划为右派，开始了长达21年的苦难生活。1979年平反后回京，任中国作协理事、作家出版社总编辑等职。
2019年10月29日去世，享年86岁。

## 作品
小说
- 《泥泞》1980 广东人民出版社
- 《鹿回头》1980 中国青年出版社
- 《洁白的睡莲花》1982  春风文艺出版社
- 《雪落黄河静无声》1984 中国文联出版公司
- 《北国草》，1985 北京十月文艺出版社/2009 作家出版社
- 《驿路折花》，1985 人民文学出版社
- 《断桥》1986作家出版社
- 《牵骆驼的人》，1990  中国青年出版社
- 《鼻子备忘录》，1991 华艺出版社
- 《裸雪》，1993  华艺出版社
- 《悲情三部曲》1995 中国青年出版社。透過故事主角索泓一，揭露中國大陸知識份子的坎坷，悲慘命運
- 《祭红》1996 中国华侨出版社
- 《酒魂西行》1996 群众出版社
- 《穿越梦境》1996 吉林人民出版社
- 《从维熙海外游记》1996 华文出版社
- 《死亡游戏》中篇小说，1999 河南文艺出版社
- 《亡命天涯》，2002 时代文艺出版社
- 《风泪眼》中篇小说，中国社会出版社 2005

散文
- 《我是从维熙——从维熙自白》1986团结出版社
- 《德意志思考》，1989 中国华侨出版公司
- 《走向混沌》三部曲，1989 作家出版社。写于1988年－1998年，是作者本人右派生涯的回忆录
- 《面对秋阳》随笔，1995 群众出版社
- 《从维熙散文集：男儿山女儿河》，2002 作家出版社
- 《手牧苍茫》，2012 作家出版社
- 《岁月笔记》，2013 中国社会出版社
- 《我的黑白人生》，2014 三联书店
- 《新民说 历史，从未这样》，2015 广西师范大学出版
- 《酒魂西行》，2015  群众出版社
- 《历史，从未这样》，2015广西师范大学出版

文集
- 《从维熙中篇小说集》，1980 中国青年出版社。
- 《从维熙文集》全八卷，1996 华艺出版社
- 《从维熙自选集》，1980 天地出版社